# District de Miyazaki
 (décembre 2023).
Si vous disposez d'ouvrages ou d'articles de référence ou si vous connaissez des sites web de qualité traitant du thème abordé ici, merci de compléter l'article en donnant les références utiles à sa vérifiabilité et en les liant à la section « Notes et références ».
Miyazaki-gun (宮崎郡) était un district de la préfecture de Miyazaki, au Japon. 

## Géographie

### Démographie
En 2008, le district de Miyazaki avait une population de 28 420 habitants, répartis sur une superficie de 594,44 km2 (densité de population d'environ 48 hab./km2).

## Histoire
Le 1er janvier 2006, les bourgs de Sadowara et Tano sont réunis à la ville de Miyazaki. Le 23 mars 2010, le bourg de Kiyotake est réuni à Miyazaki. Le district de Miyazaki est supprimé le 23 mars 2010, à la suite de la réunion du bourg de Kiyotake à la ville de Miyazaki.